# David H. Hubel
David Hunter Hubel, kanadsko-ameriški zdravnik, nevrobiolog in akademik, nobelovec, * 27. februar 1926, Windsor, Ontario, Kanada, † 22. september 2013, Lincoln, Massachusetts, Združene države Amerike.
Znan je po raziskavah procesiranja informacij v vidnem sistemu sesalcev, za kar sta s sodelavcem Torstenom Wieslom leta 1981 prejela polovico Nobelove nagrade za fiziologijo ali medicino; drugo polovico je tistega leta prejel Roger W. Sperry za raziskave možganskih polobel.

## Življenje in delo
Rodil se je v mestu Windsor tik ob meji z ZDA kot sin ameriških staršev, ki sta se tja preselila zaradi službe, zato je dobil dvojno državljanstvo. Študiral je matematiko in fiziko na McGillovi univerzi. Po diplomi leta 1947 je, bolj ali manj impulzivno, vpisal doktorski študij medicine na tamkajšnji medicinski fakulteti. Predhodno znanje elektrotehnike in takratna prelomna odkritja na področju so mu vzbudili zanimanje za nevrologijo, ki jo je izbral za klinično specializacijo.
Specializacijo je nameraval opraviti na Univerzi Johnsa Hopkinsa v laboratoriju Vernona Mountcastla, a so ga nekaj let po prihodu v ZDA vpoklicali v vojsko kot zdravnika. Na njegovo olajšanje je bil dodeljen v Vojaški raziskovalni inštitut Walterja Reeda v bazi Forest Glen Annex, Maryland. Na oddelku za nevropsihiatrijo se je začel ukvarjati s snemanjem električne aktivnosti nevronov v vidni skorji pri prosto gibajočih se mačkah, za kar je razvil ustrezno snemalno opremo in elektrode.
Dve leti kasneje bi se moral vrniti h Mountcastleu na Univerzo Johnsa Hopkinsa, a so laboratorij ravno prenavljali, zato je sprejel začasno mesto pri Stephenu Kufflerju. Tam je spoznal Torstena Wiesla, s katerim sta se odlično ujela in pričela raziskovati organizacijo centra za vid v možganih sesalcev, predvsem mačk. Z mikroelektrodami sta registrirala aktivnost posameznih nevronov in opazovala njihov odziv na različne vidne dražljaje.
Ko je kmalu po tistem, leta 1959, Kuffler dobil mesto predavatelja farmakologije na Univerzi Harvard in vodje novega laboratorija, mu je z Wieslom sledil tja in nadaljeval z raziskavami vidnega centra. Odkrila sta, da celice vidnega centra iz signalov iz očes izluščijo informacijo o kontrastnih črtah, pri čemer se posamezna celica odziva na točno določen kot te črte. Potrdila sta stebričasto organizacijo skupin celic, ki se odzivajo na določen kot (podoben način organizacije so odkrili že drugi raziskovalci v somatosenzoričnem sistemu), nato pa našla še t. i. stebričke okularne dominance, ki primerjajo vhode iz obeh očes in so pomembni za zaznavo razdalje. Poleg tega sta z različnimi tehnikami ustvarila 3-D zemljevid obeh tipov stebričkov v vidni skorji in s poskusi dokazala, da motnje v delovanju čutil pri novorojenem organizmu (kot je senzorična deprivacija) neposredno vplivajo na razvoj osrednjega živčevja. Oba sta na Harvardu začela kot projektna sodelavca in sčasoma napredovala do predavateljev. Hubel je za kratek čas leta 1967 postal celo vodja oddelka za fiziologijo, a je pol leta kasneje odstopil in se vrnil na oddelek za nevrobiologijo.
V tem času se je njegovo tesno sodelovanje z Wieslom počasi končalo, saj sta se njuni raziskovalni poti ločili. Pričel je sodelovati z Marge Livingston, s katero sta raziskovala optične iluzije in vzporedno obdelovanje vidnih informacij v možganih. Na Harvardu je deloval do konca kariere. Od 1953 je bil poročen s Shirley Ruth Izzard Hubel, s katero je imel tri otroke.

## Dela
Poleg številnih člankov v znanstvenih revijah je napisal več monografij, med njimi:
- The Visual Cortex of the Brain (1963)
- The Brain (1984; s Francisom Crickom)
- Eye, Brain, and Vision (1988)
- Brain Mechanisms of Vision (1991; s Torstenom Wieslom)
- Brain and Visual Perception: The Story of a 25-Year Collaboration (2004; s Torstenom Wieslom)

## Priznanja
Za svoje temeljne prispevke k razumevanju organizacije osrednjega živčevja je prejel številne nagrade, pogosto skupaj s Wieslom. Med drugim sta leta 1978 prejela nagrado Louise Gross Horwitz in leta 1981 polovico Nobelove nagrade za fiziologijo ali medicino.
Sprejet je bil tudi za člana več akademskih inštitucij, med njimi Nemške akademije znanosti Leopoldina in Nacionalne akademije znanosti ZDA.